# Милка Баковић Радосављевић
Милка Баковић - Радосављевић (Бресница, 13. јул 1915 − 9. јануар 1999. Милвоки) била је припадница Југословенске војске у Отаџбини.

## Биографија
Рођена је 13. јула 1915. у Бресници код Чачка, од оца Михаила и мајке Ангелине. Рано је остала без оца, солунског борца, тако да је васпитавана у патријархалном и националном духу од стране свога деде Јована Баковића. Основну школу завршила је у родном селу, нижу гимназију у Чачку, а учитељску школу у Крагујевцу 1936. Те исте године, по одлуци Министарства просвјете послата је да ради као учитељица у Хан Пијесак. Непосредно пред Други светски рат (1940) премештена је на службу у Доњу Горевницу код Чачка и ту је затиче април 1941. Већ у августу исте године прикључује се Југословенској војсци у отаџбини под командом Драгољуба Михаиловића.
По образовању Мрчајевске бригаде ЈВуО постаје њен припадник и учествује у нападу на Чачак 30. септембра 1941. а касније и у борбама на Рапај брду и Краљеву. Касније прелази код поручника Предрага Раковића у Љубићку бригаду гдје остаје до маја 1942. када одлази у Источну Србију - Хомоље у штаб Млавског корпуса команданта Синише Оцокољића Пазарца као искусни курир и обавештајац. Из штаба Млавског корпуса у прољеће 1943. по личном налогу мајора Оцкољића кренула је као курир за Црну Гору у Врховну команду која се налазила у селу Горње Липово. Ту се упознала са једним од идеолага Равногорског покрета адвокатом Драгишом Васићем. Исте године враћа се у Србију, овај пут као члан Врховне команде. Наредбом ђенерала Михаиловића додијељена је на рад при илегалној штампарији која се налазила у Овчарско-кабларској регији. Директно је сарађивала са др. Ђуром Ђуровићем секретаром Централног националног комитета. Приликом повлачења у Босну придружује се шумадијској групи корпуса ЈВуО од којих се одваја фебруара 1945. и остаје у селу Округлици - због тровања крви у нози. Врховној команди, која се налазила на планини Вучијаку се прикључује послије мјесец дана и обавља разне дужности у оквиру Културне секције. Заробљена је маја 1945. на Зеленгори од једне комунистичке тројке.
Осуђена је 1. децембра 1945. на 15 година строгог затвора и 10 година губитка грађанских права. Из затвора у Пожаревцу ослобођена  је 1956. а 1964. одолази у Милвоки, САД. Ту се придужује многим емигрантским организацијама у којим је остаје активна све до своје смрти. Од 1984. успешно је уређивала часопис „Српска равногорска мисао“. Преминула је на своју крсну славу - Свети архиђакон Стефан, 9. јануар 1999. Сахрањена је на српском православном гробљу поред манастира Нова Грачаница у Милвокију, поред мужа Радоја Радосављевића.
Објавила је књигу Мемоари једне равногорке.